# Bulbophyllum callipes
Bulbophyllum callipes är en orkidéart som beskrevs av Johannes Jacobus Smith. Bulbophyllum callipes ingår i släktet Bulbophyllum och familjen orkidéer. Inga underarter finns listade i Catalogue of Life.